# Barberton Greenstone Belt
Der Barberton Greenstone Belt (auch Barberton Mountain Land) nach der Stadt Barberton oder Makhonjwa Mountains, ist eine geologische Großstruktur und Gebirgsregion in der südafrikanischen Provinz Mpumalanga und in Eswatini. Er gehört zu den Grünsteingürteln und erhebt sich bis zu 1800 Meter über dem Meeresspiegel. Er besteht aus Gesteinen, die zu den ältesten der Erdoberfläche gehören, und wird Genesis of Life (deutsch etwa: „Entstehung des Lebens“) genannt, weil dort die weltweit ältesten Spuren von Leben entdeckt wurden. Der südafrikanische Teil des Gebirges ist seit 2018 unter dem Namen Barberton Makhonjwa Mountains UNESCO-Weltnaturerbe.

## Geographie

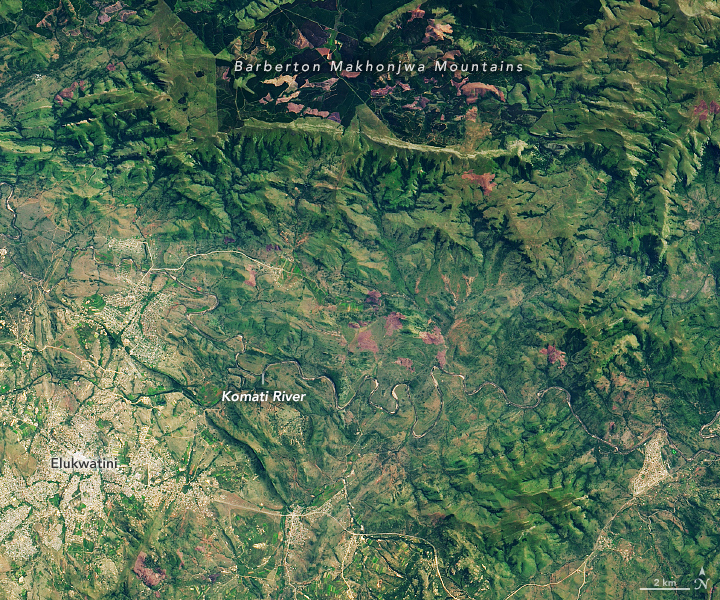
Barberton Makhonjwa Mountains, 10. März 2021

Der Barberton Greenstone Belt erstreckt sich über ein Gebiet von rund 120 km × 60 km entlang der Grenze zwischen Eswatini und Südafrika; rund 20 Prozent liegen in Eswatini. Er liegt 600 bis 1800 Meter über dem Meeresspiegel und zeichnet sich durch felsige Hügel, weite Grasflächen und bewaldete Täler aus. Er gehört zur Großen Randstufe und fällt nach Osten hin ab. Nur wenig südlich liegt der Emlembe, der höchste Berg Eswatinis.
Im Süden wird der Barberton Greenstone Belt durch das Lochiel Plateau begrenzt, im Norden durch das Gebiet um Mbombela und Komatipoort; im Südwesten liegt das Einzugsgebiet des Komati, im Nordosten das Einzugsgebiet der Flüsse Mahlambanyati und Crocodile River.
Nächstgelegene Städte sind Barberton in Südafrika sowie Ngwenya und Piggs Peak in Eswatini.

Panorama der Makhonjwa Mountains

## Geologie
Der Grünsteingürtel liegt am Ostrand des Kaapvaal-Kratons. Er stammt aus dem Archaikum und ist bekannt für seine Goldvorkommen und Komatiite. Die Gesteine gehören überwiegend zur Onverwacht-Gruppe, daneben zur Moodies-Gruppe und der Fig-Tree-Gruppe. Er enthält mafisches bis ultramafisches Lava- und Sedimentgestein, die ein Alter von 3500 bis 3200 mya aufweisen. Alle Phasen des damaligen Erdzeitalters lassen sich im Barberton Greenstone Belt nachvollziehen; das Gebirge gilt als geologisch besterforschtes Südafrikas.
In den Gesteinen wurden Spuren von Prokaryonten gefunden, die ältesten Spuren von Lebewesen weltweit. Auch wurden dort Stromatolithen gefunden.

## Geschichte
Das Gebiet war wegen seiner Unfruchtbarkeit dünn besiedelt, ursprünglich von San, später von Swasi. In den 1860er Jahren kam es zu Auseinandersetzungen zwischen burischen Siedlern und Swasi. Nach alluvialen Goldfunden im Jahr 1882 im damaligen Duiwels Kantoor, heute Kaapsehoop, erhielt die Region Zulauf. In der Folge wurden neben Gold Minerale wie Asbest, Eisenerz, Talk, Baryt und Magnesit abgebau. Als Schmucksteine verwendeter Serpentinit und Grünschiefer wurden ebenfalls gefördert. 1939 entstand die 20 km lange, grenzüberschreitende Materialseilbahn Bulembu–Barberton. Die Bergbauaktivitäten ließen ab den 1980er Jahren wieder nach, 2001 wurde die Seilbahn stillgelegt. Gold wird weiterhin gefördert.
2009 beantragte die südafrikanische Regierung die Anerkennung eines 862 Quadratkilometer großen, etwa 40 Prozent der Gebirgsfläche umfassenden Gebietes als UNESCO-Welterbe. Die Anerkennung erfolgte am 2. Juli 2018.